# Тилландс, Элиас
Элиас Тилландс (швед. Elias Erici Tillandz, также Elias Til-Landz, изначально Elias Tillander, 1640—1693) — шведский (финский шведского происхождения) естествоиспытатель — медик и ботаник. После учёбы в Королевской академии Або и Уппсальском университете защитил диплом в Нидерландах. Профессор медицины в Королевской академии Або, её ректор.
Тилландс считается «отцом финской ботаники»: он автор первой научной работы по ботанике, изданной в Финляндии (1673), и основатель первого в Финляндии академического ботанического сада (1678). Карл Линней в 1737 году назвал в честь учёного род растений Тилландсия, написав, что Тилландс был «первым и единственным ботаником, который когда-либо прославился в Финляндии».

## Биография
Элиас Тилландер родился в 1640 году в приходе Рогберга (Швеция, провинция Смоланд, неподалёку от Йёнчёпинга) в семье пастора этого прихода Эрика Сунониса Тилландера. Когда Элиасу было 11 лет, его отец умер, после чего семья стала жить в крайней бедности. Сведения о его школьном образовании отрывочны, известно, что примерно с 1648 по 1653 год он ходил в школу в Йёнчёпинге, а в 1655 году — в школу на острове Висингсё, организованную дворянской семьёй Браге. Мать Элиаса, Мария Гильдемайстер, дочь врача и фармацевта Генриха Гильдемайстера из Штральзунда (сейчас — Германия, с 1648 по 1807 года город был в составе Шведской Померании), поощряла сына в изучении медицины.
Осенью 1659 года Элиас Тилландер поступил в Королевскую академию Або в Турку (Або) — столице Герцогства Финляндского в составе Шведского королевства. Выбор места учёбы был, по всей видимости, связан с возможностью получить стипендию. Здесь он учился до 1663 году, после чего перевёлся в Уппсальский университет. Причиной этому стало почти полное отстранение от учебного процесса профессора медицины Эрикуса Ахрелиуса, который по разным причинам, в том числе из-за плохого здоровья практически перестал читать лекции и принимать экзамены, а заменить его кем-либо не получалось по причине нехватки средств. Из Турку в Уппсалу Тилландер отправился по суше, по берегу Ботнического залива; в результате ему пришлось преодолеть путь протяжённостью немногим менее двух тысяч километров (вместо 300 км «напрямую» по морю). Связано такое путешествие было с плаванием четырёхлетней давности из Стокгольма в Турку, которое далось Тилландеру крайне тяжело: на корабле его так сильно укачало, что он решил больше не плавать. Примерно к 1663 году относится и его решение поменять свою изначальную фамилию Тилландер на Тилландс (от швед. till lands — «сушей», «по суше»).
В Уппсальском университете Тилландс приступил к учёбе в ноябре 1663 года. Среди его учителей выделялись профессор Петрус Хоффвениус, преподававший медицину и физику (под физикой понималась наука о природе в целом, то есть это физика в современном понимании, биология и философия), и профессор Улоф Рудбек старший, преподававший ботанику и человеческую анатомию. Позже Тилландс именно Рудбека называл своим истинным наставником.
В 1670 году в Лейденском университете (Нидерланды) Тилландс защитил докторскую диссертацию De atrophia («Об атрофии»). Диссертация содержала ссылки на Гиппократа, Авла Корнелия Цельса и других врачей древности, а также различные эмпирические наблюдения: например, Тилландс писал о вреде для здоровья людей, больных атрофией, табакокурения, а также о пользе для них физических упражнений и правильного питания.
В том же году он занял должность профессора медицины в Королевской академии Або. В 1676—1677 и 1683—1684 годах возглавлял Академию в качестве ректора; в третий раз он должен был её возглавить в 1693 году.
В 1692 году Тилландс, видимо, в течение некоторого времени болел, поскольку принимал участие в заседаниях учёного совета гораздо реже, чем раньше. 18 февраля 1693 года он скончался в Турку. Отпевание состоялось 6 апреля в Кафедральном соборе Турку, после чего гроб с телом покойного был помещён в находящийся в здании собора склеп епископа Исака Ротовиуса.

## Вклад в науку
Тилландса называют «отцом финской ботаники». В Королевской академии Або Тилландс был первым учёным среди профессоров с медицинским образованием, кто начал в вопросах медицины и ботаники полагаться в большей степени на личный опыт и наблюдения, чем на древние тексты и абстрактное мышление, — то есть начал заменять схоластику, традиционную для европейского средневековья, эмпиризмом. Наибольшим его вкладом в науку является издание в 1673 году книги Catalogus plantarum tam in excultis quam incultis locis prope Aboam superiorj aestate nasci observatarum, in gratiam philo-botanicorum concinnatus («Каталог культивируемых и дикорастущих растений, произрастающих в окрестностях Турку…»). Подобное ботаническое издание, основанное на собственных наблюдениях автора, было первым не только для Финляндии, но и для всей Швеции. В 1683 году было опубликовано второе, дополненное издание «Каталога культивируемых и дикорастущих растений», которое отличалось в том числе и добавлением в него сведений о лекарственных свойствах растений. В этом же году вышла ещё одна ботаническая работа Тилландса — Icones Novae in usum selectae, et catalogo plantarum promiscue appensae.
Ещё одна заслуга Тилландса как ботаника — организация в 1678 году при Королевской академии ботанического сада, который стал первым на территории Финляндии, организованным с научными и учебными целями.
Тилландс известен также своей деятельностью в качестве анатома, в 1686 году им было организовано первое в Академии публичное вскрытие человеческого тела. Известно также о двух диссертациях по медицине, защита которых прошла в Академии под руководством Тилландса (такие диссертации писались в большей степени преподавателями и лишь отчасти самими студентами). В 1673 году состоялась защита диссертации Disputatio medica isagogicen comprehendens, которая представляла собой введение в медицину как науку, описывала её составные части, а также содержала сведения о науках, вспомогательных для медицины. Вторая диссертация, De Osteologia («Об остеологии»), прошла защиту в 1692 году, она была написана как универсальное учебное пособие по костям человека. Среди прикладных научных интересов Тилландса можно также отметить изучение им использования при лечении заболеваний родниковой воды из Купиттаа.

## Семья
Приёмный сын — Йоханнес Эрициус (швед. Johannes Ericius). Про него известно, что он был приходским священником в Пирккала и умер в 1704 году.

## Память

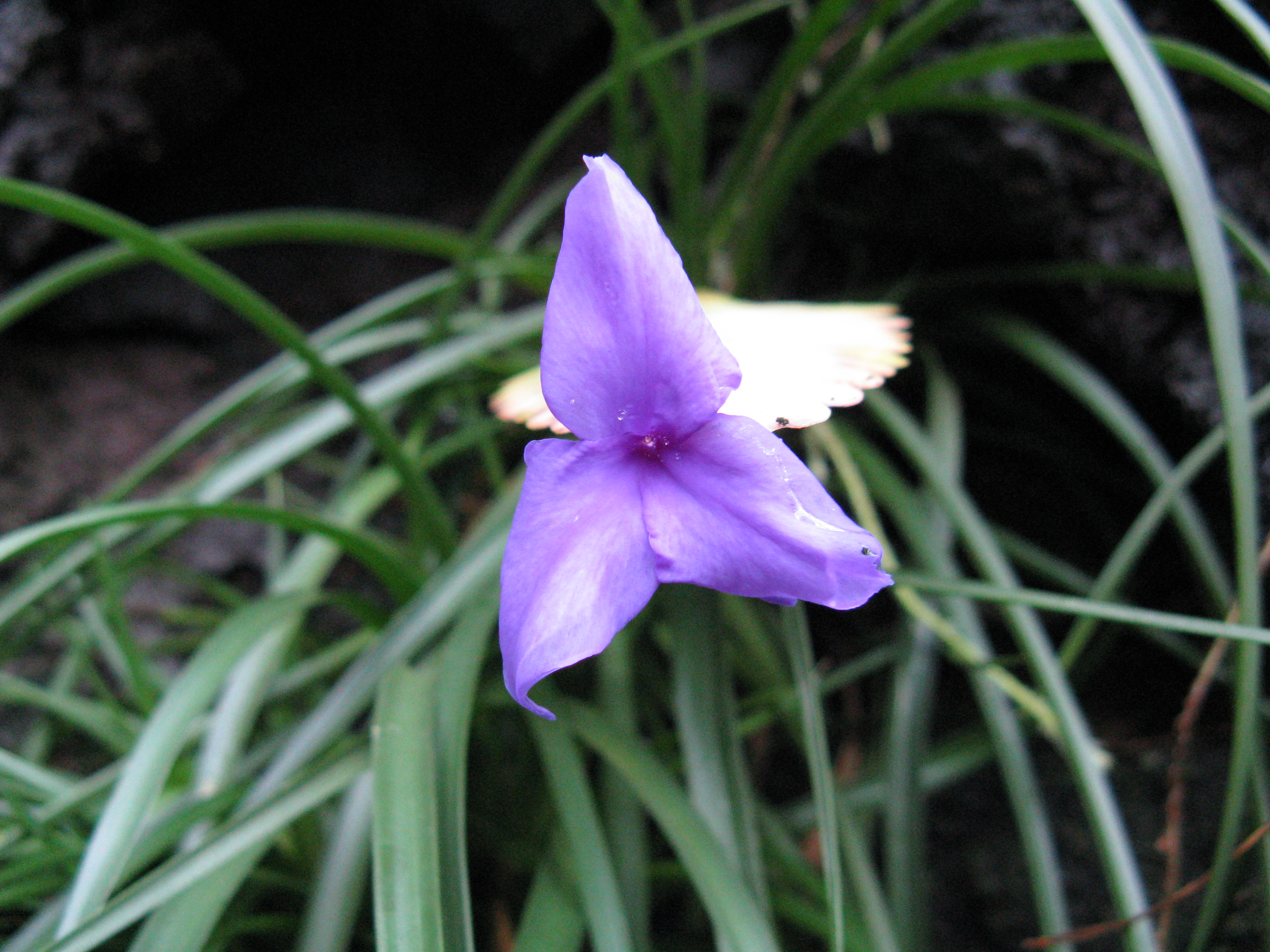
Тилландсия синяя (Tillandsia cyanea) — «цветок Элиаса»

В честь Тилландса знаменитым шведским учёным Карлом Линнеем назван род распространённых в Америке цветковых растений Тилландсия (Tillandsia) из семейства Бромелиевые. В своей работе Hortus Cliffortianus («Сад Клиффорда», 1737) Линней писал, что название этого рода, которое использовал Шарль Плюмье (Caraguata), является «варварским» (то есть взятым из местного индейского языка), а потому «впоследствии было заменено [Линнеем] в память об Элиасе Тилландсе, первом и единственном ботанике, который когда-либо прославился в Финляндии». По мнению Линнея (как позже оказалось, ошибочному), плотно расположенные чешуйки на листьях тилландсии служат для защиты растений от воды, а со стремлением к «суше» как раз и была связана история о Тилландсе. К Элиасу Тилландсу имеет отношение и финское общеупотребительное название тилландсии синей (Tillandsia cyanea), одного из видов этого рода, — eliaksenkukka (дословно — «цветок Элиаса»).
Именем Тилландса также названа премия, учреждённая в 2004 году финской организацией BioCity Turku, занимающейся координацией медицинских и биологических исследований в Университете Турку и Академии Або. Премия Тилландса (фин. Elias Tillandz - palkinto) ежегодно, начиная с 2005 года, присуждается за лучшую публикацию, тематика которой относится к молекулярной медицине, наукам о жизни или близким областям, при этом основные авторы статьи должны быть сотрудниками Университета Турку, Академии Або либо других научных институтов Турку. В финансировании премии Тилландса участвует Фонд академии Або.

## Комментарии
1. ↑  …In cujus locum substitui memoriam Eliae Tillandsii, primi, et unici Botanici, qui quondam in Finlandia floruit. (лат.)[6]